# زلدا (فیلم ۱۹۷۴)
زلدا (ایتالیایی: Zelda) یک درام به کارگردانی آلبرتو کاوالونه است که در سال ۱۹۷۴ منتشر شد. این فیلم یک نسخهٔ فرانسوی هم دارد که کارگردان، صحنه‌های هاردکور دیگری را بدان افزوده است.

## گزیدهٔ بازیگران
- ماریا پیا لوتسی
- مارگارت رُزه کایل
- فرانکا گونلا
- ماریو گاریبا
- لوئیجی آنتونیو گوئرا